# Hrubov
Hrubov é um município da Eslováquia, situado no distrito de Humenné, na região de Prešov. Tem 14,42 km² de área e sua população em 2018 foi estimada em 480 habitantes.

## Demografia
| Ano:        | 1994 | 2004   | 2014   | 2024   |
| ----------- | ---- | ------ | ------ | ------ |
| Broj ljudi: | 568  | 534    | 492    | 464    |
| Razlika:    |      | -5,98% | -7,86% | -5,69% |

| Ano:               | 2023 | 2024   |
| ------------------ | ---- | ------ |
| Número de pessoas: | 467  | 464    |
| Diferença:         |      | -0,64% |